# Tarcisio Vieira de Carvalho Neto
Tarcisio Vieira de Carvalho Neto (Rio de Janeiro, 1972) é um advogado e jurista brasileiro. Foi ministro do Tribunal Superior Eleitoral (TSE) de 2014 a 2021.

## Biografia
É formado em direito pela Universidade de Brasília (UnB) em 1993, com mestrado (2002) e doutorado (2015) em Direito do Estado pela Universidade de São Paulo (USP). 
Foi assessor do ministro Marco Aurélio Mello no Tribunal Superior Eleitoral (TSE) de março de 1994 a julho de 1995. É sócio do escritório Galvão e Vieira de Carvalho Advogados Associados e procurador do Distrito Federal desde 1995, além de professor adjunto da Universidade de Brasília, onde leciona desde 2003.
Foi chefe da assessoria jurídica da vice-presidência da República, de julho de 2000 a dezembro de 2002, e conselheiro da seção do Distrito Federal da Ordem dos Advogados do Brasil (OAB) no triênio 2001-2003.
É membro da Comissão Especial de Direito Eleitoral, do Conselho Federal da OAB.
Foi nomeado ministro substituto do Tribunal Superior Eleitoral, em vaga destinada a jurista, e tomou posse no dia 25 de fevereiro de 2014, sendo reconduzido em 16 de fevereiro de 2016. Em 9 de maio de 2017, tomou posse como ministro efetivo, tendo exercido o mandato por dois biênios, até 10 de maio de 2021.
Em junho de 2017, votou pela absolvição no Processo de cassação da chapa Dilma–Temer.

## Obras
- Neto (org.), Tarcisio Vieira de Carvalho (2014).  Costa, D. C. G. (org.), ed. Responsabilidade Civil Extracontratual do Estado por Omissão. 1 1.ª ed. Brasília: Gazeta Jurídica. 200 páginas[2]
- Neto, Tarcisio Vieira de Carvalho (2014). Direito eleitoral brasileiro. 1 1.ª ed. São Paulo: Pillares. 343 páginas[2]
- Neto, Tarcisio Vieira de Carvalho (2014). A representação fundada no art. 30-A, da Lei n 9.504/97, à luz da jurisprudência do Tribunal Superior Eleitoral. 9. [S.l.]: Revista Brasileira de Direito Eleitoral. p. 183-212[2]
- Neto, Tarcisio Vieira de Carvalho (2013). Controle jurisdicional da administração pública. Algumas ideias. 199. [S.l.]: Revista de Informação Legislativa. p. 121-141[2]
- Neto, Tarcisio Vieira de Carvalho (2012). Alguns novos rumos do poder de polícia. 8. [S.l.]: Revista do Tribunal Regional Federal da 1.ª Região. p. 45-48[2]
- Neto, Tarcisio Vieira de Carvalho (2012). O princípio da alternância no regime democrático. 196. [S.l.]: Revista de Informação Legislativa. p. 165-182[2]
- Neto, Tarcisio Vieira de Carvalho (2011). Breves apontamentos sobre Direito Canônico. 4. [S.l.]: Revista do Tribunal Regional Federal da 1.ª Região. p. 44-46[2]
- Neto, Tarcisio Vieira de Carvalho (2003). «Financiamento de Campanhas Eleitorais». In:  Carrillo, Manuel; Lujambio, Alonso; Navarro, Carlos; Zovatto, Daniel. (org.). Dinero y contienda político-electoral: Reto de la democracia. México: Fundo da Cultura Econômica. p. 425-434[2]
- Neto, Tarcisio Vieira de Carvalho (2010). Ação de Impugnação de Mandato Eletivo. 2. [S.l.]: Revista Brasileira de Direito Eleitoral. p. 207-228[2]
- Neto, Tarcisio Vieira de Carvalho (2011). Recurso contra Expedição de Diiploma. 4. [S.l.]: Revista Brasileira de Direito Eleitoral. p. 161-177[2]